# Coupe baltique de futsal 2015
Navigation
Édition précédente 2016
La Coupe baltique de futsal 2015 est la cinquième édition de la Coupe baltique de futsal qui a lieu en Finlande dans la ville de Kiili, un tournoi international de football pour les États des Pays baltes affiliés à la FIFA organisée par l'UEFA. Pour cette nouvelle édition, l'équipe finlandaise est invitée à participer au tournoi est à être l’hôte.

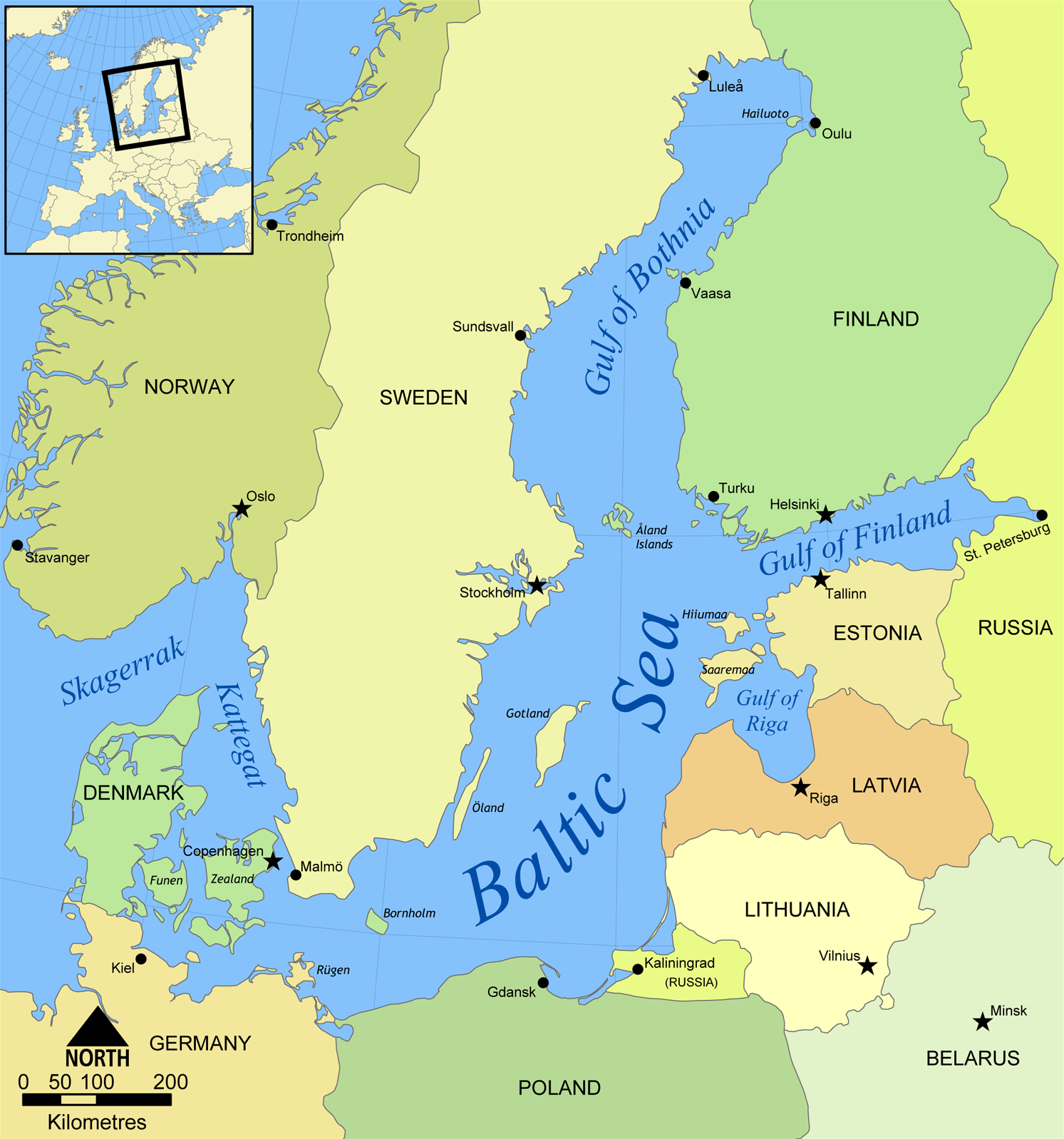

## Classements et résultats
| Équipe   | J | V | N | D | BM | BE | DB | Pts |
| -------- | - | - | - | - | -- | -- | -- | --- |
| Finlande | 3 | 2 | 1 | 0 | 9  | 6  | +5 | 7   |
| Lettonie | 3 | 1 | 1 | 1 | 11 | 9  | +2 | 4   |
| Estonie  | 3 | 1 | 0 | 2 | 5  | 11 | -6 | 3   |
| Lituanie | 3 | 1 | 0 | 2 | 11 | 12 | -1 | 3   |

| 27 novembre 2015 | Finlande                                                  | 3 - 3 | Lettonie                                      | Kiili Spordihall, Kiili, Finlande |  |
|                  | 5e Joni Pakola · 22e Juhana Jyrkiäinen · 26e Mikko Kytölä |       | Maksims Seņs 12e 33e · Andrejs Aleksejevs 19e |                                   |  |
|                  | (Rapport)                                                 |       |                                               |                                   |  |

| 27 novembre 2015 | Estonie | 5 - 4 | Lituanie                                                                                      | Kiili Spordihall, Kiili, Finlande |  |
|                  | 19e Robert Veskimäe · 24e Kristjan Paapsi · 29e Jevgeni Merkurjev · 30e Rasmus Munskind · 39e Vladislav Tšurilkin |       | Arsenij Buinicki 27e · Maksim Aleksejev 28e · Justinas Zagurskas 32e · Ramūnas Radavičius 33e |                                   |  |
|                  | (Rapport) |       |                                                                                               |                                   |  |

| 28 novembre 2015 | Finlande                                     | 5 - 1 | Lituanie          | Kiili Spordihall, Kiili, Finlande |  |
|                  | 2e 9e 32e Mikko Kytölä · 31e 39e Miika Hosio |       | Evaldas Kugys 15e |                                   |  |
|                  | (Rapport)                                    |       |                   |                                   |  |

| 28 novembre 2015 | Lettonie                                                                             | 6 - 0 | Estonie | Kiili Spordihall, Kiili, Finlande |
|                  | 2e 7e 12e 27e Maksims Seņs · 6e Konstantins Zabarovskis · 6e Konstantins Zabarovskis |       |         |                                   |
|                  | (Rapport)                                                                            |       |         |                                   |

| 29 novembre 2015 | Lituanie | 6 - 2 | Lettonie             | Kiili Spordihall, Kiili, Finlande |  |
|                  | 13e Rolandas Leščius · 19e Martin Moroz · 26e Ramūnas Radavičius · 27e Arsenij Buinickij · 34e Paulius Sakalis · 35e Mindaugas Labuckas |       | Maksims Seņs 35e 37e |                                   |  |
|                  | (Rapport) |       |                      |                                   |  |

| 29 novembre 2015 | Finlande       | 1 - 0 | Estonie | Kiili Spordihall, Kiili, Finlande |
|                  | 11e Panu Autio |       |         |                                   |
|                  | (Rapport)      |       |         |                                   |

## Meilleurs buteurs
8 buts                
- Maksims Seņs

3 buts      
- Mikko Kytölä

2 buts    
- Ramūnas Radavičius
- Miika Hosio
- Arsenij Bujnickij

1 but  
- Mindaugas Labuckas
- Paulius Sakalis
- Evaldas Kugys
- Rolandas Leščius
- Martin Moroz
- Justinas Zagurskas
- Robert Veskimäe
- Jevgeni Merkurjev
- Rasmus Munskind
- Kristjan Paapsi
- Vladislav Tšurilkin
- Andrejs Aleksejevs
- Panu Autio
- Joni Pakola
- Mikko Kytölä
- Juhana Jyrkiäinen
- Konstantins Zabarovskis
- Igors Dacko

But contre son camp  
- Maksim Aleksejev (face à la Lituanie)